# Fak-Fak (Unterabteilung)

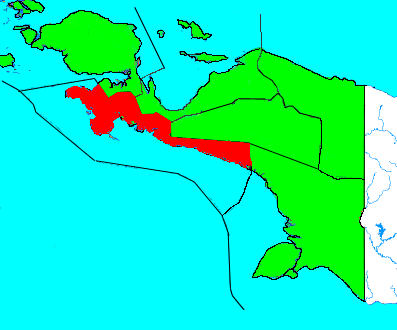
Die Lage der Abteilung Fak-Fak

Die Unterabteilung Fak-Fak (niederländisch: Onderafdeling Fak-Fak) war eine der drei
Unterabteilungen der Abteilung Fak-Fak, eines im Westen der niederländischen Kolonie Niederländisch-Neuguinea südlich der Vogelkop-Halbinsel gelegenen Verwaltungsgebietes. Ihr Hauptort war der Ort Fakfak, der auch die Hauptstadt der Abteilung Fak-Fak war.